# برانسون
برانسون (به انگلیسی: Bronson) یک فیلم در ژانر جنایی-درام به کاگردانی نیکولاس ویندینگ رفن محصول سال ۲۰۰۸ بریتانیا است.

## خلاصه داستان
مرد جوانی بنام «مایکل پیترسون» (تام هاردی) که بخاطر سرقت مسلحانه از اداره پست، محکوم به گذراندن ۷ سال زندان بوده‌است، به دنبال رفتار خشنش با نگهبانان نهایتاً ۳۰ سال در بخش انفرادی زندان می‌ماند. در طول این مدت، مایکل پیترسون، آن پسر جوان ناپدید می‌شود و جای خود را به شخصیتی متضاد، بنام «چارلز برونسون» می‌دهد.